# Liberty Seguros (equip ciclista portuguès)
L'equip Liberty Seguros (codi UCI: LSE), conegut anteriorment com a LA Aluminios-Pecol o simplement a LA-Pecol, va ser un equip de ciclisme portuguès que va competir de 1996 a 2009. Des del 2005 tenia categoria continental.
No s'ha de confondre amb l'equip espanyol Liberty Seguros, ni amb el LA-MSS.

## Principals resultats
- Trofeu Joaquim Agostinho: Youri Sourkov (2000), Héctor Guerra (2009)
- Gran Premi MR Cortez-Mitsubishi: Bruno Castanheira (2000)
- Volta a l'Algarve: Cândido Barbosa (2002)
- Volta a Portugal: Nuno Ribeiro (2003)
- Volta a l'Alentejo: Andrei Zíntxenko (2003), Héctor Guerra (2008)
- Gran Premi Mosqueteiros: Cândido Barbosa (2003, 2005)
- Gran Premi CTT Correios de Portugal: Cândido Barbosa (2004), Jordi Grau (2006), Nuno Ribeiro (2008)
- Clàssica als Ports de Guadarrama: Héctor Guerra (2007)
- Gran Premi de Portugal: Vitor Rodrigues (2007, 2008)
- Gran Premi de Laudio: Héctor Guerra (2008)
- Volta a la Comunitat de Madrid: Héctor Guerra (2009)

### A les grans voltes
- Giro d'Itàlia
  - 0 participacions

- Tour de França
  - 0 participacions

- Volta a Espanya
  - 1 participacions (2000)
  - 1 victòries d'etapa:
    - 1 al 2000: Andrei Zíntxenko

  - 0 classificació finals:
  - 0 classificacions secundàries:

## Classificacions UCI
Fins al 1998 els equips ciclistes es trobaven classificats dins l'UCI en una única categoria. El 1999 la classificació UCI per equips es dividí entre GSI, GSII i GSIII. D'acord amb aquesta classificació els Grups Esportius I són la primera categoria dels equips ciclistes professionals. La següent classificació estableix la posició de l'equip en finalitzar la temporada.
| Temporada | Classificació per equips | Millor ciclista en la classificació individual |
| --------- | ------------------------ | ---------------------------------------------- |
| 1996      | 57è                      | Joaquim Gomes (372è)                           |
| 1997      | 56è                      | Joaquim Gomes (332è)                           |
| 1998      | 51è                      | Pedro Miguel Lopes (362è)                      |
| 1999      | 32è (GSII)               | Michele Laddomada (457è)                       |
| 2000      | 23è (GSII)               | Andrei Zíntxenko (152è)                        |
| 2001      | 21è (GSII)               | Andrei Zíntxenko (170è)                        |
| 2002      | 17è (GSII)               | Cândido Barbosa (167è)                         |
| 2003      | 7è (GSII)                | Nuno Ribeiro (187è)                            |
| 2004      | 7è (GSII)                | Sérgio Paulinho (108è)                         |

A partir del 2005, l'equip participa en els Circuits continentals de ciclisme. La taula presenta les classificacions de l'equip al circuit, així com el millor ciclista individual.
UCI Àfrica Tour
| Temporada | Classificació per equips | Millor ciclista en la classificació individual |
| --------- | ------------------------ | ---------------------------------------------- |
| 2009      | 4t                       | Filipe Cardoso (5è)                            |

UCI Amèrica Tour
| Temporada | Classificació per equips | Millor ciclista en la classificació individual |
| --------- | ------------------------ | ---------------------------------------------- |
| 2005      | 27è                      | Rui Sousa (365è)                               |
| 2008      | 29è                      | Filipe Cardoso (146è)                          |
| 2009      | 40è                      | José Mendes (310è)                             |

UCI Àsia Tour
| Temporada | Classificació per equips | Millor ciclista en la classificació individual |
| --------- | ------------------------ | ---------------------------------------------- |
| 2005      | 37è                      | Nuno Ribeiro (157è)                            |

UCI Europa Tour
| Temporada | Classificació per equips | Millor ciclista en la classificació individual |
| --------- | ------------------------ | ---------------------------------------------- |
| 2005      | 30è                      | Cândido Barbosa (11è)                          |
| 2006      | 33è                      | Cândido Barbosa (101è)                         |
| 2007      | 18è                      | Cândido Barbosa (8è)                           |
| 2008      | 10è                      | Héctor Guerra (7è)                             |
| 2009      | 3r                       | Rubén Plaza (9è)                               |